# Francisco Javier Mateu Palau
Francisco Javier Mateu (Tarrasa, provincia de Barcelona, 17 de julio de 1961) es un Maestro FIDE de ajedrez, y también un arquitecto español.

## Resultados destacados en competición
Comenzó a destacar en los campeonatos por edades, siendo campeón infantil de Cataluña del año 1974. Fue campeón de España juvenil en el año 1978. Se proclamó campeón de Cataluña de ajedrez en el año 1981, y resultó subcampeón en dos ocasiones, en los años 1978 y 1980.
Fue campeón del Abierto Internacional ciudad de Badalona en el año 1983, en aquel momento uno de los abiertos más importantes de España, con 224 participantes, por delante de Alejandro Pablo Marino y de Juan Pomés Marcet.